# 아딜 나비
아딜 나비(Adil Nabi, 1994년 2월 28일, 잉글랜드 ~ )는 잉글랜드의 프로 축구 선수이다. 현재 소속팀은 그리스 수페르리가 엘라다의 아트로미토스 FC이며 포지션은 공격수이다.